# 幽☆遊☆白書 魔強統一戦
『幽☆遊☆白書 魔強統一戦』（ゆうゆうはくしょ まきょうとういつせん）は、1994年9月30日に日本のセガから発売されたメガドライブ用2D対戦型格闘ゲーム。日本国外ではブラジルのみ発売された。
『週刊少年ジャンプ』で連載された漫画『幽☆遊☆白書』（1990年 - 1994年）のゲーム化作品。メガドライブでは同年1月にアクションアドベンチャーゲームとして『幽☆遊☆白書 外伝』がリリースされており、本作品はそれに次ぐ第2弾ソフトとなる。プレイヤー操作可能キャラクターは原作の「魔界の穴編」までに登場したキャラからセレクト、ストーリーは「魔強統一戦」という謎の武術会への招待状が届けられた各キャラクターたちが最強を決する戦いの興じるという本作品独自のものになっている。
2019年9月にはセガが自ら手掛けリリースされる復刻系ゲーム機・メガドライブ ミニにプリインストール（本体にあらかじめインストール）される42作品の一つとして収録された。

## ゲーム内容
ゲームスタイルは比較的オーソドックスな2D型対戦格闘だが、最大の特徴として、当時の対戦型格闘ゲームでは例をみない4人同時対戦が挙げられる。また、ダッシュ・バックステップ・2段ジャンプなど、当時様々なタイトルを通じて発展途上にあった格闘ゲームのシステムを数多く取り込み、その上で打撃技の相殺など独自のシステムも盛り込んでいる。
操作は簡単で難易度は低く、初心者でも楽しめる作りであるのが特徴。キャラクター同士のパワーバランスも非常に良く、どのキャラクターで勝負してもきちんと戦える点でも高い評価を得ている。アニメと同じ声優がキャラクターボイスを担当している点でもファンに好まれた。

### システム
基本操作は8方向レバーでの移動・しゃがみ・ジャンプ、6ボタンで様々なアクションを行う。3ボタンでの操作にも対応。攻撃ボタンは基本的に強・弱の2つで、前後から攻撃を受ける可能性のあるシステム上、ガードに専用のボタンが割り当てられている点が一般的な2D型格闘ゲームとの大きな違いである。また、必殺技のコマンドが比較的簡単で各キャラであまり違いがないため、ハードルが低く多人数で遊ぶスタイルにマッチしている。
霊力
必殺技を繰り出す際に消費するエネルギー。攻撃ボタンを押しっぱなしにして回復させることができる。また相手に連続技を決めることでも回復する。
超霊撃技
いわゆる「超必殺技」の本作品での名称。取扱説明書ではコマンドが伏せられていた。発動には残り体力50%以下、霊力90%以上という厳しい条件がある。
ふっ飛ばし攻撃
いわゆる「投げ」の本作品での名称。ほとんどのキャラがこの攻撃後に追撃を入れることができ、投げ間合い内に複数の相手がいてもまとめて投げてしまえるため、立ち回り上非常に重要な要素である。幻海・陣・戸愚呂弟は空中でも行える。
ガード
相手の立ち・ジャンプ攻撃に対応する「立ちガード」と立ち・しゃがみ攻撃に対応する「しゃがみガード」の2つ。専用ボタンが割り当てられ、ガード中は背後からの攻撃も防げる。
ガード中は投げ以外の攻撃で体力が0になることが無い（削りダメージでは倒れない）。
攻撃ガード
相手の攻撃に自分の攻撃を当てることで互いの攻撃が相殺される。飛び道具も同様の方法で相殺できる。飛び道具同士がぶつかった場合は、威力の高いほうが残る。またダッシュには攻撃判定はないが、1発だけ攻撃ガードの効果がある。
ライン移動
手前と奥の2つのライン間を移動する。本作品にはラインを越えて届く技は存在しないため、非常に安全な回避手段である。また、逃げまわり防止のため、誰もいないラインへの移動は遅くなっている。
挑発
キャラごとに固有の動きで相手を挑発し、自分以外全員の霊力を減らす。桑原の挑発は接近の相手を気絶させできる。
バックステップ
わずかに無敵時間がある。本作品はレバー入力で振り向くため、相手に背を向けてバックダッシュで接近する戦法も可能。
2段ジャンプ

### モード
勝ち抜き戦
1人用のモードで1対1で全11キャラと戦う。戦い抜けばエンディングとなるが、この時スタッフロールと一緒に難易度によってはデモプレイが流れる場合があり、難易度によって内容が変わっている。
練習試合
バトルロイヤル、タッグマッチ、トレーニング、対戦成績のモードがある。
- バトルロイヤル

4人までの参戦キャラクター全員がそれぞれ敵になるモード。戦いに参加する数よりプレイヤーのエントリー人数が少ない場合は、残りはコンピューター相手になる。
- タッグマッチ

2チームに分かれて戦う2対2のチーム戦のモード。同じチーム同士の攻撃は当たらない。
- トレーニング

霊力や体力を気にせずに技を練習するモード。
- 対戦成績

プレイした対戦成績を見ることが出来る。キャラ別成績も見ることが出来るが、本体の電源を切ると全てクリアされる。
トーナメント
- 1Pトーナメント

8人のキャラによる1対1のトーナメント戦。4人まで参加が可能。
- タッグトーナメント

2人1組を1チームとした、2対2のチームごとのトーナメント戦。

## 設定

### ストーリー
主人公幽助とその仲間、また彼らとかつて戦った妖怪たちのもとへ「魔強統一戦」という謎の武術会への招待状が届く。最強を決めるために、11名の猛者が集まった。

### ステージ構成
霊界
コエンマたちが働いている建物の門の前。幽助が初めて死んだ時に、連れてこられた場所。
勝ち抜き戦では浦飯との戦いの際に使用される。
魔界
仙水が魔界にたどり着いた時に、戦いに選んだ場所。
勝ち抜き戦では仙水との戦いの際に使用される。
闘技場
暗黒武術会が行われた会場。激戦のためか、各所が破損している。
勝ち抜き戦では酎、陣、戸愚呂弟との戦いの際に使用される。
魔性の森
幻海の弟子入りテストが行われた森。
勝ち抜き戦では蔵馬、幻海との戦いの際に使用される。
山頂
蟲寄市近くの山頂。仙水が広げた界境トンネルが一望できた場所。
勝ち抜き戦では飛影との戦いの際に使用される。
洞窟
仙水が広げた界境トンネルの中心地。蔵馬と巻原定男に寄生した戸愚呂兄や幽助と仙水が戦った場所。
勝ち抜き戦では戸愚呂兄との戦いの際に使用される。
亜空間1
人間界と魔界にある空間。強い魔族が侵入できないように結界が張ってある。
勝ち抜き戦では桑原との戦いの際に使用される。
亜空間2
樹が使う平面妖怪、裏男の腹の中の空間。樹により桑原、蔵馬、飛影が閉じ込められた場所。
勝ち抜き戦では樹との戦いの際に使用される。

## 登場キャラクター
浦飯幽助
声：佐々木望
取扱説明書での表記は「幽助」、ゲーム中の呼称は「浦飯」。必殺技は「霊丸（地上）」、「霊丸（空中）」、「ショットガン」、「百裂拳」。超霊撃技は「霊光ラッシュ」。殴る蹴るの乱れ打ちの後、最大の霊丸（地上）を出す技である。
霊力の消費は多いが溜めて威力を上げられる「霊丸」は、溜めた状態を維持して別の行動に移ることができる。このため「ふっ飛ばし→霊丸」の連携が非常に強力で、その他の必殺技もふっ飛ばし攻撃から繋がる。
桑原和真
声：千葉繁
必殺技は「霊剣」、「霊剣突き」、「霊手裏剣」、「次元刀」。超霊撃技は「霊剣乱舞」。霊剣で乱れ斬りの後、霊手裏剣を出す技。
出が早く、離れた相手を攻撃できる必殺技「次元刀」で常に相手にプレッシャーを与える。中距離用の飛び道具や判定の強い近接技、突進技等をバランス良く備えている。無限の連撃も持つ。唯一、挑発ポーズである「ガッツポーズ」に当たり判定があり、敵を気絶させることが出来る特殊技を持っている。
蔵馬
声：緒方恵美、中原茂（妖狐）
必殺技は「薔薇棘鞭刀（ローズウィップ）」、「風華円舞陣（ふうかえんぶじん」）、「薔薇投げ」、「魔界植物召喚」。超霊撃技は「妖狐変化」。樹霊妖斬拳（じゅりょうようざんけん）で敵に突進する。
判定の強い「ローズウィップ」や、離れた相手を攻撃できる「魔界植物召喚」が主力。攻撃力が低めだが、混戦に強いテクニカルキャラ。
飛影
声：檜山修之
必殺技は「邪王炎殺剣」、「煉獄焦」、「居合い切り」、「残像」。超霊撃技は「邪王炎殺黒龍波」。敵に当てることも出来るが、自身に当てることで能力を向上できる。
全キャラ中トップのスピードと、体格からくる食らい判定の小ささが魅力。奇襲技を多く備え、相手を翻弄しつつ戦う。「邪王炎殺黒龍波」は原作を忠実に再現しており、飛影が“喰う”と能力を上げることができる（だがジャンプの高さが下げる）。ただし常に霊力を消費する状態になり、霊力がなくなると気絶状態となり一定時間、操作不能となる。
幻海
声：京田尚子、林原めぐみ（若年期）
必殺技は「霊丸」、「霊光弾」、「霊光アッパー」、「百裂拳」。超霊撃技は「霊光乱打」。
基本的に若年期の姿で戦う。幽助と同一の性能の「霊丸」が強力。空中投げは相手に画面端を背負わせて行うことで無限に投げ続けられる反則的な性能を持つ。相手のガードの揺さぶりやすさはトップクラスだが、気絶しやすいため、多人数戦では一気に負けることもありうる。
なお、サウンドテストに「霊光鏡反衝」のボイスが確認できるが、ゲーム中には技が存在しないためプレイ中に聞くことは出来ない。
酎
声：若本規夫
必殺技は「錬酔妖気弾」、「百裂酔拳」、「ショルダータックル」、「サプライズキック」、「まわりこみ」。超霊撃技は「酔風連脚」。敵に接近する必要があるが、蹴りにより上空にまで巻き込んで落ちてきたところをさらに吹っ飛ばす技である。
幽助や幻海の霊丸と同一の性能の「錬酔妖気弾」が強力。パワー型だが、相手の背後に回りこむテクニカルな技も有する。「酔風連脚」は技後に追撃が確定し、その後の連続技を絡めて高い破壊力を持ち一発逆転も可能である。投げからの追い討ちは戸愚呂兄を除くキャラに最高の破壊力を持つ（投げ → 超霊撃技 → ジャンプで百裂拳）。
陣
声：山口勝平
必殺技は「修羅旋風拳」、「ダブル旋風拳」、「爆風障壁」、「空中浮遊」。超霊撃技は「移動爆風障壁」。移動可能な長時間の爆風障壁である。
空中浮遊等の変則的な動きを持つ。多段ヒットし、判定が非常に強い「爆風障壁」が非常に強力。特にコンピュータの陣は追い詰められるとひたすら爆風障壁を連打する。
戸愚呂兄
声：鈴木勝美
必殺技は「全方向触手」、「地中触手」、「指針」、「ダミー」、「剣変化」。超霊撃技は「乱風剣」。剣状態となり、幾多もの回転斬りをする。
原作通りの体を武器に変化させる技や、自分のダミーを出す技を持つ。「乱風剣」は相手の背後から当てた場合のみ反則的なヒット数となる。
戸愚呂弟
声：玄田哲章
必殺技は「指弾」、「ダッシュパンチ」、「ダッシュアッパー」、「双腕剛掌」、「喝」。超霊撃技は「100%中の100%」。体ごと突っ込んで突進していく技である。
攻撃力の高いパワーキャラ。体格上大きな連続技を決められやすく、鈍重な動きから遠距離からの飛び道具も苦手。全身無敵技「喝」で飛び道具をかき消しつつ接近できれば、一気に相手の体力を奪うチャンスが生まれる。
樹
声：辻谷耕史
必殺技は「闇撫召喚」、「サイドステップキック」、「流燕脚」、「テレポート」。超霊撃技は「時空凍結」。樹の霊力がある間だけ自分やチーム戦の味方以外の動きを完全に止める技である。
「サイドステップキック」、「流燕脚」など素早い蹴り技に加え、「テレポート」による瞬間移動、手下の妖怪を召喚する技「闇撫召喚」で、全キャラ中唯一体力を回復させることができるため、「時空凍結」により敵を停止している間に、味方を回復させる事も可能など非常にトリッキーな動きが可能なキャラクターである。
仙水
声：納谷六朗
必殺技は「裂蹴紅球波」、「裂蹴拳」、「気硬銃」。超霊撃技は「巨大裂蹴紅球波」。その名のとおり最大の裂蹴紅球波である。
上・中・下段に打ち分け可能な飛び道具「裂蹴紅球波」は原作で見せた無尽蔵の霊力通り非常に燃費が良く、遠距離戦に無類の強さを見せる。また全キャラ中唯一の当て身技「裂蹴拳」を持つ。
霊力の回復が他キャラクターに比べて遅い。
審判
声：折笠愛
プレイヤーキャラでは無く、試合開始の掛け声や勝者の読み上げ、コンティニューの際のカウントなどでしゃべる。

## 開発
本作品は、トレジャーからセガに持ち込まれた「仙術核統アクシオン」というゲームの企画をもとにしている。
ディレクターは後にセガサターン用ソフト『ガーディアンヒーローズ』（1996年）を手掛けた菊地徹彦、プログラムはファミリーソフトのX68000用ソフト『マッドストーカー』（1994年）を手掛けた右京雅生およびメガドライブ用ソフト『ガンスターヒーローズ』（1993年）を手掛けた八井田満、音楽は『ガンスターヒーローズ』を手掛けた村田智、コナミのファミリーコンピュータ用ソフト『ツインビー3 ポコポコ大魔王』（1989年）を手掛けた鈴木勝彦、コナミのメガドライブ用ソフト『ロケットナイトアドベンチャーズ』（1993年）を手掛けた畑亜貴、コナミのゲームボーイ用ソフト『ドラキュラ伝説』（1989年）を手掛けた半沢紀雄が担当している。

## 移植版
| No. | タイトル              | 発売日        | 対応機種          | 開発元   | 発売元       | メディア         | 型式 | 備考                                                 |
| --- | --------------------- | ------------- | ----------------- | -------- | ------------ | ---------------- | ---- | ---------------------------------------------------- |
| 1   | 幽☆遊☆白書 魔強統一戦 | 2019年9月19日 | メガドライブ ミニ | エムツー | セガゲームス | プリインストール | -    | 本体にあらかじめ収録されている42タイトルの中の一つ。 |

## 音楽
- タイトルBGMとしてテレビアニメ版オープニングテーマであった馬渡松子の「微笑みの爆弾」（1992年）が、エンディングBGMの1つにはテレビアニメ版エンディングテーマであった高橋ひろの「アンバランスなKissをして」（1993年）が使用されている。
- エンディングBGMの1つ「溶けない炎」には歌詞が付けられており、ゲームサントラCDに畑亜貴とNazo2鈴木によるボーカルバージョンが収録されている。

## スタッフ
- メイン・プログラマー：うきょ（右京雅生）
- システム・プログラマー、プログラム・サポート、サウンド・プログラマー：やいまん（八井田満）
- ディレクター、エフェクト・グラフィック：はん（菊地徹彦）
- キャラクター・グラフィック、BGサポート：はん（菊地徹彦）、おぎのん（荻野誠）
- バトルフィールド・グラフィック：IUCHI 7（井内洋）
- キャラクター・グラフィック・サポート：かふ壱（木村幸一）、要さん（進藤要）
- グラフィック・サポート：島田悦子
- S級プレイヤー：臥竜
- サウンド・ディレクション、効果音：村田智
- 作曲：村田智、Nazo²鈴木（鈴木勝彦）、畑亜貴、NON（半沢紀雄）
- サウンド・プロデュース：Nazo²鈴木（鈴木勝彦）
- スーパーバイザー：前川正人

## 反響
メガドライブはスーパーファミコンを筆頭とした当時のゲーム機群においては一般認知度や実売数がさほどでも無かったこともあり、この作品もアニメ本放送でCMを流すなど宣伝には努めたが、大ヒットと言うには至っていない。しかしゲームをプレイした人々が4人対戦の面白さを口コミで伝えることで評判を呼び、ゲーム専門誌『Beep! メガドライブ』（のちのゲーマガ』）の読者投票では、メガドライブソフト約500本の中から最高2位に入った時期もあったなど、ヘビーユーザーを中心に評価が高い。
開発会社トレジャーにとっては、『ガンスターヒーローズ』（1993年）、『ダイナマイトヘッディー』（1994年）に続く成功で開発力に対する評価を確かなものにした作品ともなった。また、メガドライブ単体でクリアなPCM再生を実現することに成功したソフトでもある。

### 評価
- ゲーム誌『ファミコン通信』の「クロスレビュー」では、6・5・7・7の合計25点（満40点）、『メガドライブFAN』の読者投票による「ゲーム通信簿」での評価は以下の通りとなっており、24.2点（満30点）となっている。また、1998年に刊行されたゲーム誌『超絶 大技林 '98年春版』（徳間書店）では、4人同時プレイに関して肯定的に評価した他、テレビアニメ版と同じ声優を起用していることに関して「マニアも納得の内容」と称賛した。

| 項目 | キャラクタ | 音楽 | お買得度 | 操作性 | 熱中度 | オリジナリティ | 総合 |
| 得点 | 4.1        | 3.8  | 3.7      | 4.2    | 4.4    | 4.0            | 24.2 |
- ゲーム本『メガドライブ大全』（2004年、太田出版）では、本作品の魅力的な要素として「自由度の高い動き」、「新規参入のしやすい統一されたコマンド体系」、「奥の深い連続技」を挙げた上で「現在でも現役プレイヤーが存在するコンシューマー格闘ゲームの名作」と称賛、また本作品の売りとなる「4人バトルロイヤル」に関しては協力プレイや裏切りなど様々な遊び方が楽しめると指摘した上で「負けてもめちゃ楽しい」と絶賛した。

- ゲーム情報サイト『GAME Watch』にてライターの池紀彦は、本作品の特色が4人対戦のバトルロイヤルを採用したことにあると指摘し、「餓狼伝説シリーズ」（1991年 - 1999年）と同様の手前と奥の2ライン存在するフィールドによって「通常の2D格闘よりも奥深い戦略が立てられた」と称賛、また防御がCボタンによって行われることやコマンド入力がシンプルであるがゆえに格闘ゲームに馴染みがないプレイヤーでも気軽にプレイできる点などが高い評価に繋がったと指摘した。その他、キャラクター造形に関しては少ないドットで描かれている表現に関して肯定的に評価、さらにテレビアニメ版と同じ声優を起用している点も「重要なポイントの1つ」と指摘、本作品をプレイする場合は4人同時のバトルロイヤルをプレイすべきとした上で、「プレーヤーが4人集まれるなら遊ぶ価値は大いにある」と総括した。